# Winston (film)
Winston (Feast) è un cortometraggio di animazione del 2014 diretto da Patrick Osborne e prodotto dai Walt Disney Animation Studios.
È stato proiettato in anteprima al Festival internazionale del film d'animazione di Annecy il 10 giugno 2014 ed ha debuttato al cinema il 7 novembre 2014 assieme a Big Hero 6.
Nel 2015 il film ha vinto l'Annie Award al miglior cortometraggio d'animazione. Ai premi Oscar 2015 ha inoltre vinto l'Oscar al miglior cortometraggio d'animazione.

## Trama
Il corto parla di un cane (Winston) che verrà trovato da un signore. Il cane viene subito abituato a mangiare tanto e ad abbuffarsi su tutto. Un giorno, però, il suo padrone conosce una donna con cui inizia, poi, ad uscire. C'è un problema però: lei è vegetariana quindi è anche abituata a mangiare poco ma il cane no.
Per il cane sono tempi un po' difficili fino a quando un giorno i due, ormai fidanzati, litigano e lei se ne va. L'uomo, caduto in una specie di depressione, rinizia a nutrire il cane in modo smisurato. Il cane, naturalmente, è felice ma pian piano capisce che il suo padrone ha un problema che ha a che fare con la ragazza. Allora Winston prende una fogliolina, che all'uomo ricordava la sua ex, e scappa fino al ristorante dove lavora la donna; il padrone insegue il cane e si ritrova davanti a lei; lui fa per andarsene ma lei lo trattiene e si baciano. I due si sposano e (scena finale del film) avranno dei figli, con cui il cane si divertirà molto.